# 페가수스 (스파이웨어)
페가수스(Pegasus)는 대부분 버전의 iOS와 안드로이드를 구동하는 휴대 전화(및 기타 장치)에 설치될 수 있는, 이스라엘의 NSO 그룹이 개발한 스파이웨어이다. 페가수스는 iOS 버전의 경우 최대 14.6까지 제로 클릭 취약점을 통해 공격이 가능하다. 2022년 기준으로, 페가수스는 문자 메시지 읽기, 전화 추적, 비밀번호 수집, 위치 추적, 대상 장치의 마이크와 카메라 접근, 앱으로부터 정보 가져오기를 할 수 있다. 이 스파이웨어의 이름은 그리스 신화의 날개달린 말 페가수스에서 비롯되었다. 휴대 전화를 감염시키기 위해 "공중을 날아다니며" 전송될 수 있는 트로이 목마 컴퓨터 바이러스이다.
페가수스는 한 인권 활동가의 아이폰의 설치 시도 실패로 인해 스파이웨어에 대한 세세한 부분과 능력, 보안 취약점을 밝히는 조사로 이어지게 되면서 2016년 8월 발견되었다. 이 스파이웨어의 소식은 상당한 미디어 집중을 받았다. 당시까지 가장 정교한 스마트폰 공격으로 불렸다.